# Zračna luka „Franjo Tuđman”
Zračna luka „Franjo Tuđman”  (IATA: ZAG, ICAO: LDZA) najveća je i najznačajnija zračna luka u Hrvatskoj. Nazvana je po prvom hrvatskom predsjedniku dr. Franji Tuđmanu (1922. – 1999.), povjesničaru i državniku pod čijim je vodstvom Hrvatska ostvarila svoju državnu nezavisnost te izašla kao pobjednik u Domovinskom ratu. Zračna luka nalazi se 10 kilometara jugoistočno od središta Zagreba na području grada Velike Gorice. Civilnog je i vojnog karaktera jer se u sklopu nje nalazi vojarna koja je nazvala 2012. godine „Pukovnik Marko Živković”, prema ovom pioniru i heroju Hrvatskog ratnog zrakoplovstva. Unutar Zračne luke „Franjo Tuđman” smješteno je upravno sjedište Hrvatske kontrole zračne plovidbe, te Zrakoplovna tehnička škola Rudolfa Perešina.
U 2016. godini kroz zračnu je luku prošlo 2.776,087 putnika pa se prema tom podatku nalazi među deset najprometnijih zračnih luka na prostoru između Jadrana i Baltika.
Zračna luka nalazi se pod koncesijom od 2012. godine na temelju ugovora kojeg je državna vlada sklopila s francuskim konzorcijem ZAIC (Zagreb Airport International Company) na rok od 30 godina. Ugovor je sklopljen pod uvjetom da koncesionar, ZAIC, izgradi novi putnički terminal te poveća promet za što je dobio i upravljačka prava nad zračnom lukom. U tu svrhu ZAIC je osnovao tvrtku Međunarodna zračna luka Zagreb d.d. (MZLZ) koja trenutačno upravlja Zračnom lukom „Franjo Tuđman”, a bivša tvrtka Zračna luka Zagreb d.o.o. koja je upravljala lukom sada ima funkciju pružanja stručne i tehničke pomoći Vladi Republike Hrvatske kao davatelju koncesije u nadzoru provedbe spomenutog ugovora o koncesiji.

## Povijesni razvoj aerodroma u Zagrebu

### Letilište Črnomerec
Godine 1909. grad Zagreb dobio je svoj prvi aerodrom na Črnomercu. Poznati izumitelj, inženjer Eduard Slavoljub Penkala izgradio je pored travnate uzletno-sletne staze hangar u kojem je konstruirao prvi avion u Hrvatskoj. 23. lipnja 1910. godine njegov mehaničar Dragutin Novak uzlijeće s Penkalinim zrakoplovom i ulazi u povijest kao prvi hrvatski pilot. Kasnije se zrakoplov, prilikom jednog Novakovog leta 20. listopada 1910., oštetio i Penkala je odustao od daljnjih istraživanja. 

### Aerodrom Borongaj
Prva zračna luka sa svim potrebnim objektima za slijetanje i uzlijetanje izgrađena je na Borongaju, kraj istoimenog ranžirnog kolodvora, tada 6 kilometara udaljenom od samog grada. 15. veljače 1928. godine otvara se prva zrakoplovna linija između Zagreba i Beograda. Te je godine prevezeno 1.322 putnika i 10 tona tereta. Već sljedećih godina otvaraju se domaće linije koje Zagreb povezuju s Dubrovnikom, Ljubljanom, Splitom i Sarajevom, te ostale međunarodne linije s Grazom, Klagenfurtom, Bečom, Pragom, Budimpeštom, Trstom i Milanom.
Zračna luka Borongaj korištena je i za civilni zračni promet i za vojne potrebe. Početkom Drugog svjetskog rata prestaje civilni zračni promet i zračna se luka koristi isključivo u vojne svrhe.

### Aerodrom Lučko
Poslije Drugog svjetskog rata postupno se obnavlja zračni promet, a koristi se Aerodrom Lučko koja ima travnatu uzletno-sletnu stazu i betonsku platformu za parkiranje zrakoplova. Na Lučko tada slijeću zrakoplovi mase do 15 tona. Zbog travnate uzletno-sletne staze i slabe navigacijske opreme zračna luka Lučko nije mogla pratiti nagli razvoj zrakoplovstva. Na zahtjev tadašnje "Uprave za civilno zrakoplovstvo" nađena je nova lokacija – Pleso.

### Zrakoplovna luka Zagreb
1959. na Plesu je izgrađena putnička zgrada i platforma i te se u jesen iste godine otvara civilni zračni promet. Zračna luka Lučko od tada služi za športsko zrakoplovstvo. Upis poduzeća u osnivanju za aerodromske usluge, pod nazivom "Zrakoplovna luka Zagreb" u sudski registar bio je 6. studenog 1961. godine, a nakon konstituiranja započinje s radom 20. travnja 1962. godine. Betonska uzletno-sletna staza bila je dugačka 2.500 m, a putnički terminal imao je 1.000 m2. Platforma je mogla primiti pet manjih zrakoplova. U godini osnutka preko Zrakoplovne luke Zagreb prošao je 78.041 putnik, 633 tone tereta u 5.206 rotacija zrakoplova.

### Aerodrom Zagreb
Godine 1966. izgrađena je nova putnička zgrada s 5.000 m2, obnovljena je i produljena uzletno-sletna staza na 2.860 m, a platforma je proširena na 60.000 m2. Izgrađena je i nova upravna zgrada s kontrolnim tornjem. Te godine mijenja se i naziv u "Aerodrom Zagreb".
Sljedeća veća obnova bila je 1974., kada je "Aerodrom Zagreb" bio zatvoren zbog obnove dva mjeseca. Rekonstruirana je i produljenja uzletno-sletna staza na 3.259 m, obnovljeni su radio-navigacijski uređaji i modernizirana oprema.
Radi učestalog povećanja prometa 1984. godine ulazi se u još jednu fazu nadogradnje postojećih objekata ali i izgradnju novih. Te godine puštena je u rad carinska ispostava i međunarodna špedicija, cargo terminal i nova vatrogasna stanica. Dograđena je i putnička zgrada na ukupnu površinu od 11.000 m2. 1986. dograđena je i platforma za dodatnih 30.000 m2 i obnovljena rulna staza.

### Zračna luka Zagreb
Stvaranjem slobodne i neovisne hrvatske države, službeni naziv postaje Zračna luka Zagreb. Odonda je izvršeno nekoliko, što većih što manjih, obnova eksterijera i interijera putničkog terminala, piste i rulnih staza, a isto tako je na području zračne luke izgrađena baza za nacionalnog zračnog prijevoznika Croatia Airlines.
Dana 2. i 3. svibnja 1995. za vrijeme velikosrpske agresije pobunjeni Srbi su na zapovijed Milana Martića raketirali civilne ciljeve po Zagrebu i samu zračnu luku.
Do početka godine 2020. uzletno-sletna staza je nosila oznake 05/23, no zbog nakupljene promjene magnetske deklinacije oznake pragova uzletno-sletne staze su promijenjene u 04/22.

## Vojarna „Pukovnik Marko Živković”
U sklopu Zračne luke „Franjo Tuđman”, na njezinom istočnom dijelu, nalazi se vojarna „Pukovnik Marko Živković” koja je ujedno i mjesto Zapovjedništva Hrvatskog ratnog zrakoplovstva i PZO. Također, vojarna je i dom 91. zrakoplovne baze Zagreb, koja u svom sastavu, osim transportnih zrakoplova i helikoptera na raspolaganju ima i jednu eskadrilu lovaca MiG-21bisD.

## Izgradnja novog putničkog terminala
- Dana 2. kolovoza 2007. postignut je dogovor između predsjednika hrvatske Vlade i zagrebačkog gradonačelnika da će Vlada i Grad Zagreb sufinancirati izgradnju novog putničkog terminala u zagrebačkoj zračnoj luci. Novi terminal na oko 65.600 m2 mogao bi primiti 3,3 milijuna putnika godišnje. Putnička zgrada imala bi u početku 11 avio-mostova.
- Dana 11. travnja 2012. francuskom konzorciju ZAIC (Zagreb Airport International Company), kojeg čine Uprava Aeroports de Paris, francuska građevinska tvrtka Bouygues Batiment International i hrvatska građevinska tvrtka Viadukt d.d, dana je koncesija u trajanju od 30 godina za izgradnju novog putničkog terminala te upravljanje i korištenje zračne luke.[7]
- Dana 5. prosinca 2013. konzorcij ZAIC, točnije, od njega osnovana tvrtka Međunarodna zračna luka Zagreb d.d. preuzela je upravljačka prava i započela s vođenjem poslovanja u Zračnoj luci „Franjo Tuđman”,[8] a nekoliko mjeseci kasnije započela je izgradnja novog terminala koji bi trebao biti izgrađen do kraja 2016. godine, dok bi u operativnoj funkciji trebao biti najkasnije u ožujku 2017. godine.
- Dana 28. ožujka 2017. godine u promet je stavljen novi putnički terminal na koji je preseljen sav putnički promet sa starog terminala koji se planira koristiti za cargo.

## Statistika prometa
Pogledajte izvor upita Wikidata i izvori.
| godina | slijetanja | masa tereta | putnici   | robe (t) | pošte (t) |
| ------ | ---------- | ----------- | --------- | -------- | --------- |
| 2006.  | 20.442     | 732.985     | 1.582.713 | 21.670   | 1.332     |
| 2007.  | 21.625     | 789.708     | 1.992.455 | 11.151   | 1.197     |
| 2008.  | 22.271     | 857.977     | 2.192.453 | 10.849   | 1.117     |
| 2009.  | 20.342     | 833.004     | 2.062.242 | 10.065   | 1.166     |
| 2010.  | 19.906     | 802.203     | 2.071.561 | 8.156    | 1.230     |
| 2011.  | 21.180     | 829.288     | 2.319.098 | 8.111    | 1.339     |
| 2012.  | 19.527     | 794.810     | 2.342.309 | 8.133    | 1.361     |
| 2013.  | 19.447     | 802.300     | 2.300.231 | 7.699    | 1.507     |
| 2014.  | 19.174     | 827.496     | 2.430.971 | 8.855    |           |
| 2015.  | 19.927     | 880.269     | 2.587.798 | 9.225    |           |
| 2016.  | 20.398     | 923.142     | 2.766.087 | 10.074   |           |
| 2017.  | 20.793     | 1.019.560   | 3.092.047 | 11.719   |           |
| 2018.  |            | 1.124.568   | 3.336.310 | 13.675   |           |
| 2019.  |            | 1.148.596   | 3.435.531 | 12.684   |           |
| 2020.  |            | 452.973     | 924.823   | 9.848    |           |
| 2021.  |            | 617.369     | 1.404.478 | 10.834   |           |
| 2022.  |            | 1.051.444   | 3.124.605 | 11.528   |           |
| 2023.  |            | 1.165.783   | 3.723.650 | 10.859   |           |
| 2024.  |            | 1.330.257   | 4.316.619 | 13.025   |           |

## Tvrtke i odredišta
| tvrtka                | odredišta |
| --------------------- | --- |
| Aegean Airlines       | Atena |
| Aeroflot              | Moskva-Šeremetjevo |
| Air Canada Rouge      | Sezonski: Toronto-Pearson |
| Air France            | Pariz-Charles de Gaulle |
| Air Serbia            | Beograd |
| Air Transat           | Sezonski: Toronto-Pearson |
| Austrian Airlines     | Beč |
| British Airways       | London-Heathrow |
| Brussels Airlines     | Brussels |
| Croatia Airlines      | Amsterdam, Barcelona, Bruxelles, Kopenhagen, Dublin, Dubrovnik, Frankfurt na Majni, London-Heathrow, München, Pariz-Charles de Gaulle, Pula, Rim-Fiumicino, Sarajevo, Skoplje, Split, Beč, Zadar, Zürich Sezonski: Atena, Bukurešt Brač, Düsseldorf, Helsinki, Lisabon, Milan-Malpensa, Oslo-Gardermoen, Prag, Priština, Rijeka, Saint Petersburg, Stockholm-Arlanda, Tel Aviv-Ben Gurion |
| El Al Israel Airlines | Tel Aviv |
| Emirates              | Dubai |
| Eurowings             | Köln/Bonn, Stuttgart Sezonski: Hamburg |
| flydubai              | Dubai |
| Iberia                | Madrid |
| KLM                   | Amsterdam |
| Korean Air            | Seul-Incheon |
| LOT Polish Airlines   | Varšava-Chopin |
| Lufthansa             | Frankfurt na Majni, München |
| Norwegian Air Shuttle | Kopenhagen |
| Qatar Airways         | Doha |
| Swiss                 | Sezonski: Zürich |
| Trade Air             | Osijek |
| Thai AirAsia X        | Sezonski charter: Bangkok |
| Tunisair              | Sezonski charter: Monastir |
| Turkish Airlines      | Istanbul-Atatürk |
| Vueling               | Sezonski: Barcelona |

## Cargo
| tvrtka              | odredišta                                          |
| ------------------- | -------------------------------------------------- |
| DHL Aviation        | Bolonja, Leipzig, Milan-Malpensa, Venecija-Tessera |
| Emirates SkyCargo   | Dubai                                              |
| MNG Airlines        | Istanbul-Atatürk, Pariz-Charles de Gaulle          |
| Qatar Airways Cargo | Doha                                               |

## Galerija slika
- Kontrolni toranj
- Platforma (2006.)
- Air Force One (travanj, 2008.)
- Slijetanje zrakoplova Croatia Airlinesa u Zračnu luku „Franjo Tuđman”
- Krov novog terminala u gradnji
- Gradilište novog terminala

## Vanjske poveznice
|  | Zajednički poslužitelj ima još gradiva o temi Zračna luka „Franjo Tuđman” |

- Službena stranica operatera MZLZ
- Zračna luka Franjo Tuđman Hrvatska tehnička enciklopedija, portal hrvatske tehničke baštine. LZMK